# Bataille de la Kizu-gawa
Batailles
Campagne d'hiver
- Imafuku
- Shigino
- Kizugawa
- Toda-Fukushima
- Sanada-Maru

Campagne d'été
- Kashii
- Dōmyōji
- Yao
- Wakae
- Tennōji

La bataille de la Kizu-gawa (木津川の戦い), en 1614, est l'une des batailles du siège d'Osaka, qui permet au shogunat Tokugawa de vaincre le clan Toyotomi, dernière opposition majeure à son contrôle du Japon.
Une forteresse fidèle aux Toyotomi commandait une section de la rivière Kizu près d'Osaka. Après une mission de reconnaissance shogunale, deux assauts amphibies sont lancés pour s'en emparer. Ishikawa Tadafusa conduit 2 300 hommes à travers le fleuve sur des bateaux en provenance de l'ouest tandis que d'autres groupes sous le commandement de Hachisuka Yoshishige attaquent par le sud et l'est.
Les attaques réussissent et la forteresse tombe aux mains des forces des Tokugawa.

## Source de la traduction
- (en) Cet article est partiellement ou en totalité issu de l’article de Wikipédia en anglais intitulé « Battle of Kizugawa » (voir la liste des auteurs).